# Syndromodes dimensa
Syndromodes dimensa är en fjärilsart som beskrevs av Walker 1861. Syndromodes dimensa ingår i släktet Syndromodes och familjen mätare. Inga underarter finns listade i Catalogue of Life.